# 米爾頓山

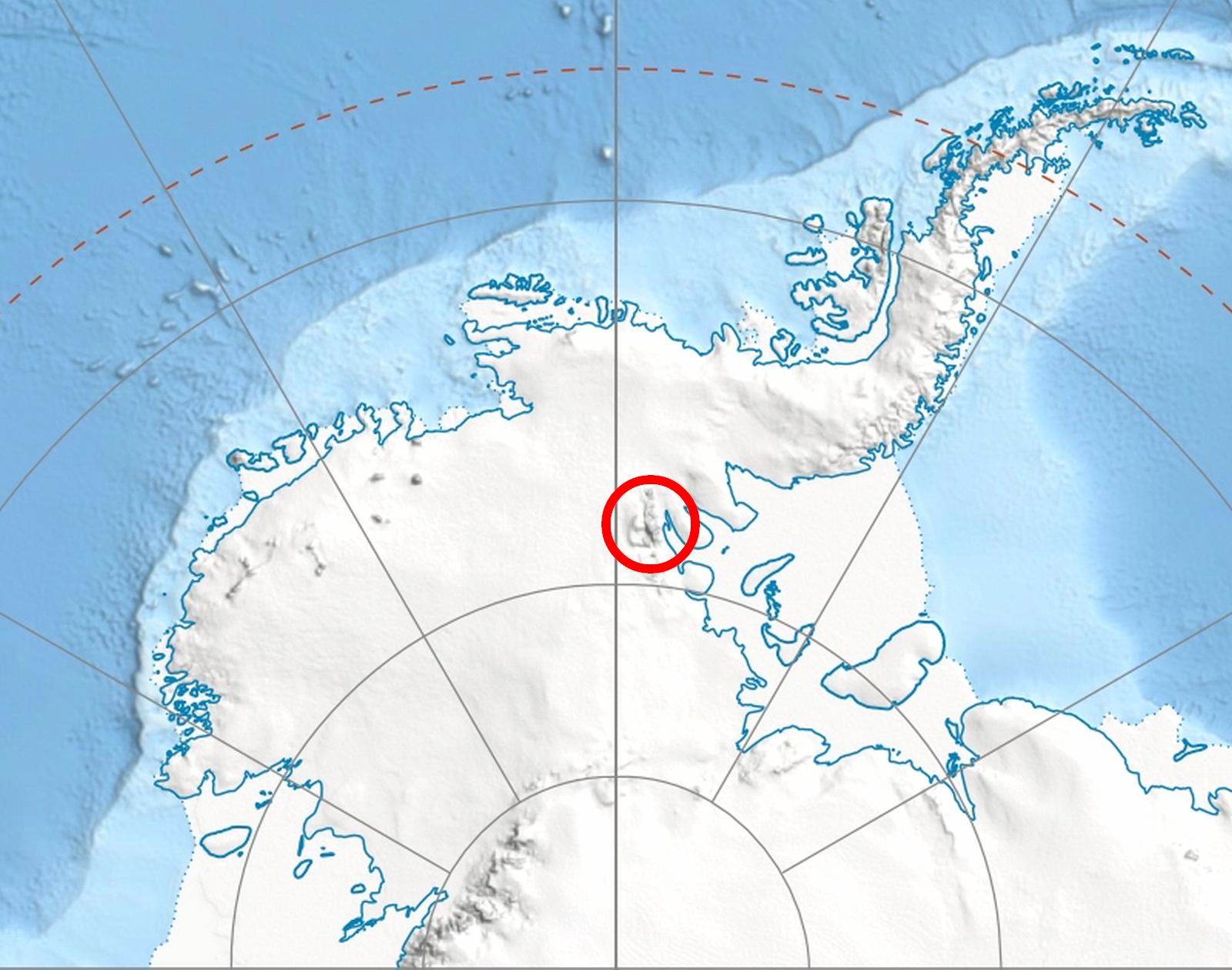

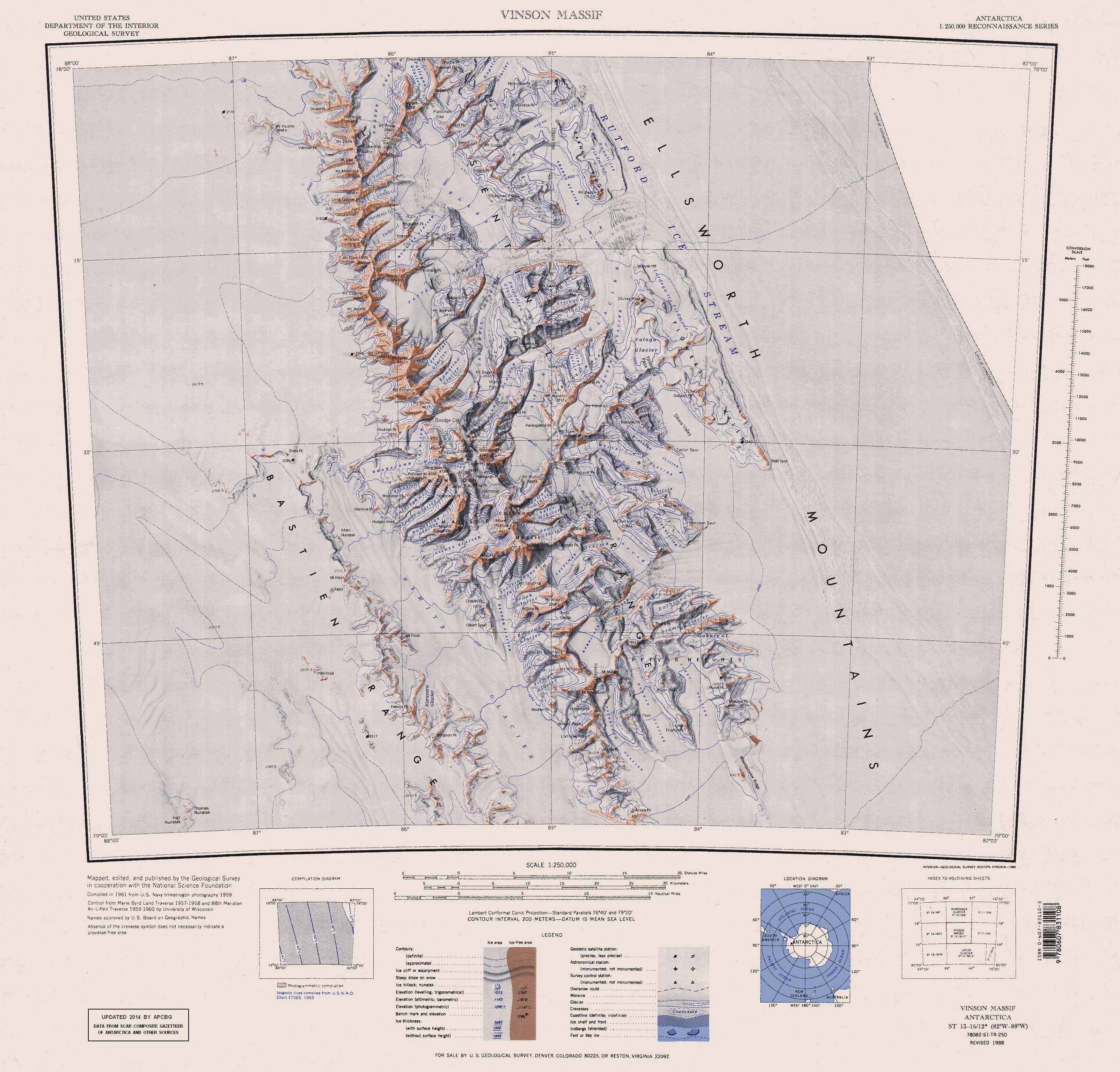

米爾頓山（英語：Mount Milton）是南極洲的山峰，位於埃爾斯沃思地，屬於埃爾斯沃思山脈中森蒂納爾嶺的一部分，處於克雷杜克山東南面20公里和紹斯威克山東南面3公里，海拔高度3,000米。

## 外部連結
- SCAR Composite Gazetteer of Antarctica（页面存档备份，存于）.

78°48′S 84°48′W / 78.800°S 84.800°W